# Suffield (Connecticut)
Suffield is een plaats (town) in Hartford County in de staat Connecticut in de Verenigde Staten van Amerika. De plaats met ca. 15000 inwoners ligt in het dal van de rivier Connecticut.